# Lasar Segall
Lasar Segall (21. července 1891, Vilnius, Litva – 2. srpna 1957, São Paulo, Brazílie) byl brazilský malíř a sochař narozený v Litvě.
Na jeho obrazech a sochách bylo zobrazeno hlavně lidské utrpení, války, pronásledování a prostituce. V roce 1937 byla jeho díla spolu s mnoha dalšími vystavena na výstavě Entartete Kunst v Mnichově.